# Hilary Mantelová
Hilary Mary Mantelová CBE, rozená Thompsonová (6. července 1952 Glossop, Derbyshire – 22. září 2022), byla britská spisovatelka, autorka románů, povídek a pamětí, básnířka, literární a filmová kritička. Za své dílo prolínající osobní vzpomínky a historickou fikci získala několik významných literárních nominací a ocenění. Byla dvojnásobnou laureátkou Man Bookerovy ceny. Oceněna byla v roce 2009 za historický román Wolf Hall a v roce 2012 za pokračování nazvané Předveďte mrtvé. Její prozaická díla byla adaptována i do jevištní podoby.

## Osobní život
Narodila se v Glossopu jako nejstarší ze tří sourozenců a vyrostla v hadfieldském mlýně v hrabství Derbyshire. Navštěvovala římskokatolickou základní školu. Rodiče Margaret a Henry Thompsonovi byli Angličané s irskými kořeny. Po odloučení s otcem, ke kterému došlo v jedenácti letech, přijala příjmení nevlastního otce Jacka Mantela. Víru v boha podle svých slov ztratila natrvalo o rok později, ve dvanácti letech.
Po ukončení klášterní školy v Harrytownu v Romiley začala studovat v roce 1970 právo na londýnské London School of Economics. Z ní přestoupila na sheffieldskou univerzitu, kde dosáhla roku 1973 bakalářského titulu v právní vědě. Nastoupila do sociálního oddělení léčebny dlouhodobě nemocných a poté pracovala jako obchodní zástupkyně. V roce 1974 začala psát první román z prostředí francouzské revoluce, který později vyšel pod názvem A Place of Greater Safety.
V roce 1972 se provdala za geologa Geralda McEwena a o pět let později s ním odjela žít do Botswany. Čtyři roky také strávili v saúdskoarabské Džiddě, z něhož vznikla kniha vzpomínek Someone to Disturb. O okamžiku odjezdu z Džiddy hovořila jako „o nejlepším dnu svého života.“.

### Původní vydání
- Every Day is Mother's Day. Chatto & Windus, 1985
- Vacant Possession. Chatto & Windus, 1986
- Eight Months on Ghazzah Street. Viking, 1988
- Fludd. Viking, 1989
- A Place of Greater Safety. Viking, 1992
- A Change of Climate. Viking, 1994
- An Experiment in Love. Viking, 1995
- The Giant, O'Brien. Fourth Estate, 1998
- Giving Up the Ghost (A Memoir). Fourth Estate, 2003
- Learning to Talk (Short Stories). Fourth Estate, 2003
- Beyond Black. Fourth Estate, 2005
- Wolf Hall. Fourth Estate, 2009
- Bring Up The Bodies. Henry Holt and Co, 2012
- The Assassination of Margaret Thatcher: Stories. Fourth Estate, 2014

### Česká vydání
- Wolf Hall. Praha : Argo. 2010. překlad Michala Marková, ISBN 978-80-257-0346-5
- Za temnotou (Beyond Black), Praha : Argo. 2012. překlad Petr Pálenský, ISBN 978-80-257-0645-9
- Předveďte mrtvé (Bring Up The Bodies). Praha : Argo. 2013. překlad Michala Marková, ISBN 978-80-257-0850-7
- Zavraždění Margaret Thatcherové. připr. Praha : Argo. 2016. překlad Michala Marková